# NGC 7007
NGC 7007 est une galaxie lenticulaire située dans la constellation de l'Indien. Sa vitesse par rapport au fond diffus cosmologique est de 2 943 ± 42 km/s, ce qui correspond à une distance de Hubble de 43,4 ± 3,1 Mpc (∼142 millions d'al). NGC 7007 a été découverte par l'astronome britannique John Herschel en 1834.
Selon la base de données Simbad, NGC 7007 est une candidate de galaxie à noyau actif. Dans la  bande K infrarouge, NGC 7007 présente une barre centrale de 9 secondes d'arc dont l'ellipticité maximale est de 0,24. L'angle de position de celle-ci est de 127°.
À ce jour, cinq mesures non basées sur le décalage vers le rouge (redshift) donnent une distance de 30,540 ± 7,333 Mpc (∼99,6 millions d'al), ce qui est à l'extérieur des valeurs de la distance de Hubble. Notons que c'est avec la valeur moyenne des mesures indépendantes, lorsqu'elles existent, que la base de données NASA/IPAC calcule le diamètre d'une galaxie et qu'en conséquence le diamètre de NGC 7007 pourrait être d'environ 50,5 kpc (∼165 000 al) si on utilisait la distance de Hubble pour le calculer.